# Liste der Monuments historiques in Renève
Die Liste der Monuments historiques in Renève führt die Monuments historiques in der französischen Gemeinde Renève auf.

## Liste der Objekte
| Bezeichnung                                     | Beschreibung                                               | Standort                       | Kennzeichnung | Schutzstatus | Datum | Bild |
| ----------------------------------------------- | ---------------------------------------------------------- | ------------------------------ | ------------- | ------------ | ----- | ---- |
| Gemälde Madonna mit Kind und Johannesknaben (1) | Ölfarbe auf Eichenholz, zweite Hälfte des 16. Jahrhunderts | in der Kirche St-Martin (Lage) | PM21001843    | Classé       | 1962  |      |
| Skulptur Heiliger Nikolaus                      | Eichenholz, farbig gefasst, um 1600                        | in der Kirche St-Martin (Lage) | PM21001844    | Classé       | 1962  |      |
| Skulptur Christus in der Rast                   | Kalkstein, farbig gefasst, 16. Jahrhundert                 | in der Kirche St-Martin (Lage) | PM21001845    | Classé       | 1962  |      |
| Gemälde Madonna mit Kind und Johannesknaben (2) | Ölfarbe auf Leinwand, 18. Jahrhundert; nach Raffael        | in der Kirche St-Martin (Lage) | PM21001846    | Classé       | 1962  |      |
| Taufbecken                                      | Kalkstein, 15. Jahrhundert                                 | in der Kirche St-Martin (Lage) | PM21001847    | Classé       | 1964  |      |
| Kanzel                                          | Eichenholz, bemalt, erste Hälfte des 18. Jahrhunderts      | in der Kirche St-Martin (Lage) | PM21001848    | Classé       | 1971  |      |